# Black Pond Brook (rzeka w stanie Nowy Jork)
Black Pond Brook – rzeka w Stanach Zjednoczonych, w stanie Nowy Jork, w hrabstwach Dutchess oraz Putnam, jeden z dopływów West Branch Croton River. Zarówno długość cieku, jak i powierzchnia zlewni nie zostały oszacowane przez USGS.